# Bill Mollison

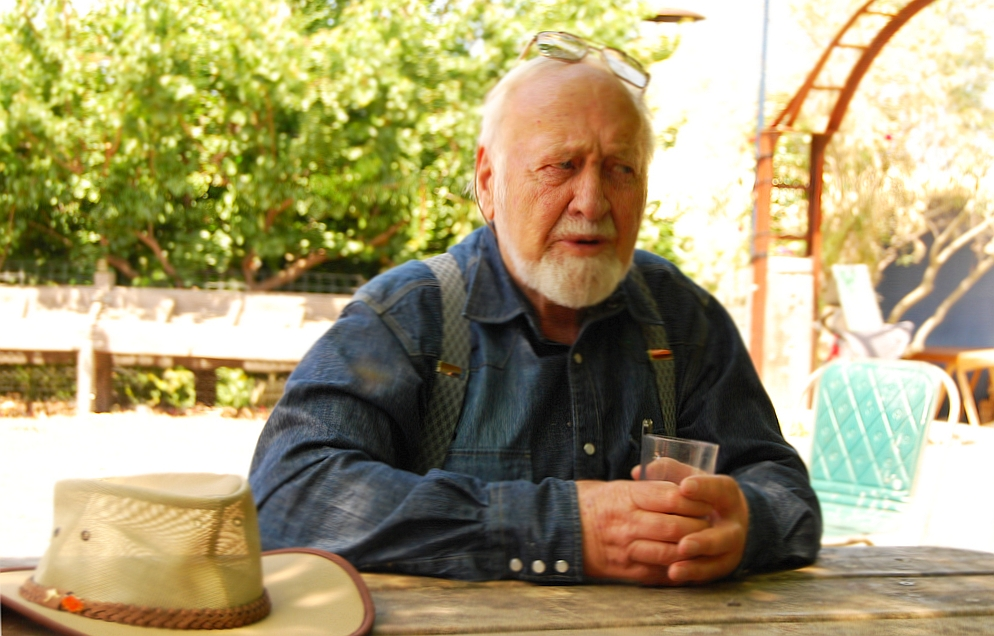
Bill Mollison, 2008

Bruce Charles „Bill“ Mollison (* 4. Mai 1928 in Tasmanien, Australien; † 24. September 2016 in Sisters Beach, Tasmanien) war ein australischer Biogeograph. Er gilt, gemeinsam mit David Holmgren, als „Vater der Permakultur“. 1978 gründete er das Institut für Permakultur (Permaculture Institute), das sich der Verbreitung der Permakultur in Bildung, Forschung und durch konkrete Umsetzung widmet. 1981 wurde er mit dem Right Livelihood Award ausgezeichnet. 1991 wurde er als auswärtiges Mitglied in die Russische Akademie der Wissenschaften aufgenommen.

## Veröffentlichungen (Auswahl)
- Permaculture One: A Perennial Agricultural System for Human Settlements, zus. mit David Holmgren. Transworld Publishers, 1978, ISBN 0-552-98075-7 (engl.)
  - Übersetzung: Permakultur. Landwirtschaft und Siedlungen in Harmonie mit der Natur, zus. mit David Holmgren. pala-verlag, 1984, ISBN 3-923176-04-X
- Permaculture Two: Practical Design for Town and Country in Permanent Agriculture, Tagari, 1979, ISBN 0-908228-00-7 (engl.)
  - Permakultur II. Praktische Anwendung. pala-verlag, 1983, Neuauflage 1994, ISBN 3-923176-05-8
- Permaculture: A Designers' Manual. Tagari Publications, 1988, ISBN 0-908228-01-5 (engl.)
  - Übersetzung: Handbuch der Permakultur-Gestaltung. Permakultur-Akademie im Alpenraum, 2010, ISBN 978-3-200-01258-5 (deutsch)
- Permaculture: A Practical Guide for a Sustainable Future. Island Press, 1990, ISBN 1-55963-048-5 (engl.)
- Introduction to Permaculture, Tagari Publications, 1994, ISBN 0-908228-08-2 (engl.)
- Permakultur konkret. pala-Verlag, 1989, Neuauflage 2016, ISBN 978-3-89566-198-3
- The Permaculture Book of Ferment and Human Nutrition (1993, Revised 2011), ISBN 978-0-908228-06-5
- Travels in Dreams: An Autobiography 1996, ISBN 978-0-908228-11-9